# Lyellia aspera
Lyellia aspera är en bladmossart som beskrevs av Frye in Grout 1937. Lyellia aspera ingår i släktet Lyellia och familjen Polytrichaceae. Inga underarter finns listade i Catalogue of Life.